# Grottaglie
Grottaglie (tarentès Li Vurtàgghie i llatí Criptalium) és un municipi italià, situat a la regió de la Pulla i a la província de Tàrent. L'any 2006 tenia 32.746 habitants. Limita amb els municipis de Carosino, Crispiano, Fragagnano, Francavilla Fontana (BR), Martina Franca, Monteiasi, Montemesola, San Marzano di San Giuseppe, Tàrent i Villa Castelli (BR).

## Administració
| Període | Identitat         | Partit         |
| ------- | ----------------- | -------------- |
| 2006-   | Raffaele Bagnardi | Centreesquerra |